# Atlético Roraima
El Atlético Roraima Clube es un club de futbol profesional brasileño de fútbol, de Boa Vista, capital de estado brasileño de Roraima. El equipo es el segundo mayor campeón estadual en la era profesional con 8 títulos.

## Historia
El club nació el 1 de octubre de 1944, fruto de un sueño de personas de familias tradicionales de Roraima, siendo que el club recibió el apodo de Clube dos Milionários (en español: Club de los millonarios), pues la mayoría de sus fundadores eran granjeros y comerciantes renombrados de la ciudad de Boa Vista.

## Palmarés
|                               | Competición              | Títulos | Temporadas                                                                                             |
| ----------------------------- | ------------------------ | ------- | --- |
| Bandera del estado de Roraima | Campeonato Roraimense    | 17      | (1946, 1948, 1949, 1951, 1975, 1978, 1981, 1983, 1987, 1995, 1998, 2001, 2002, 2003, 2007, 2008, 2009) |
|                               | Torneio Sesquicentenário | 1       | (1972)                                                                                                 |

### Campañas destacadas
- Subcampeón Torneo de los Campeones Estatales: (2008)
- Subcampeón Campeonato Roraimense: (2000, 2004, 2005, 2018)
- Subcampeón Torneo Seletivo de Roraima: (2012)
- Campeonato Brasileño de Serie C: 9.º en (2002)

## Desempeño en competiciones

### Campeonato Roraimense
| Año  | Posición |
| ---- | -------- |
| 1995 | campeón  |
| 1996 | 3.º      |
| 1997 | 3.º      |
| 1998 | campeón  |
| 1999 | 3.º      |
| 2000 | 2.º      |
| 2001 | campeón  |
| 2002 | campeón  |
| 2003 | campeón  |
| 2004 | 2.º      |
| 2005 | 2.º      |
| 2006 | 4.º      |
| 2007 | campeón  |
| 2008 | campeón  |
| 2009 | campeón  |
| 2010 | 4.º      |
| 2011 | 3.º      |
| 2012 | 4.º      |
| 2013 | 5.º      |
| 2014 | 4.º      |
| 2015 | 4.º      |
| 2016 | 4.º      |
| 2017 | 3.º      |
| 2018 | 2.º      |
| 2019 | 3.º      |
| 2020 | 4.º      |
| 2021 | 3.º      |
| 2022 | 5.º      |
| 2023 | 5.º      |
| 2024 | 6º       |
| 2025 | 7.º      |